# Осторожно, щука!
«Осторожно, щука!» — советский кукольный мультфильм, снятый в 1968 году. В 1970 году было снято продолжение мультфильма «Бобры идут по следу».

## Сюжет
Щука вторглась на территорию бобров для того, чтобы в отсутствие взрослых подстерегать маленьких бобрят и портить бобровую плотину, мешавшую ей охотиться на мелких рыбёшек, а её сообщник Рак помогал ей в этом. В начале мультфильма щука охотилась за рыбой, однако во время погони за последней рыбкой она перегрызает неожиданно попавшуюся палку. Выясняется, что это бобры-работники строят мост над водоёмом. Им активно помогает главный герой — озорной бобрёнок в красной рубашке и берете. Прискакав к двум своим друзьям — девочке (которая в этот момент собирала хворост) и упитанному, вечно жующему бутерброды бобрёнку, он просит последнего подать ему бревно, однако тот отказывается. Не выдержав такой отмазки, худой бобрёнок пинает бутерброд толстого. Толстый сердится, но девочка его успокаивает.
А тем временем один из бобров бьёт тревогу — плотина рухнула. Работники догадываются, что это «щучья работа», и начальник строит план частокола. Рак смотрит на то, что написали на песке, через подзорную трубу, а худой бобрёнок решает, что это «чепуха на рыбьем жире», и таким способом щуку не поймаешь. Вместо этого он решает приманить злодейку, для чего цепляет на крючок удочки бревно с нанизанным на сучок грибом.
У щуки тем временем разболелись клыки от плотины, а рак показывает щуке план бобров. Увидев гриб на бревне, щука решает его проглотить, но рак её останавливает. Достав книгу «Рыболов-спортсмен» и прочитав, что нужно для ловли щук, он снимает «приманку» с удочки ничего не подозревавших бобрят и вешает вместо неё книгу. Тогда бобрёнок-главарь вырезает из консервной банки изображение бычка, вставляет его в дырявый ботинок и нанизывает его на верёвку, после чего закидывает в водоём. Однако троица и в этот раз не смогла вытянуть щуку — тяжёлая рыба съела приманку и застряла в ботинке, утянув за собой бобрёнка. Рак кричит щуке, чтобы та раскрутила верёвку, в результате чего героя выбрасывает обратно на берег. Друзья приводят его в чувство, и он сообщает им новый план по поимке хищницы.
Ночью худой бобрёнок тайком сбегает из дома, взяв с собой книгу «Глубоководная охота», ведро, верёвку и ветку. Толстый бобрёнок тоже просыпается. Худой оставляет его ждать девочку, а сам делает из ведра и ветки подобие скафандра с «руками». Как только приходят остальные бобрята, герой испытывает вместе с ними свой скафандр, поручив толстому тянуть ведро за верёвку, а девочке — притвориться щукой.
Испытание проходит успешно, и бобрята решают попробовать то же самое утром. Но всё вышло наоборот — щука упускается, а рак перекусывает клешнёй верёвку. Бобрёнок-девочка ныряет и придерживает хвост рака камнем, однако рак высвобождается, после чего вскрывает клешнёй скафандр, и щука заплывает туда, чтобы проглотить бобрёнка-главаря. Тогда девочка зовёт на помощь взрослых бобров, и те выкачивают воду.
С помощью друзей и сородичей герой-бобрёнок побеждает щуку, потерявшую возможность двигаться, а заодно — и рака, который, подкравшись сзади, пытался ударить его бревном. В конце фильма бобры играют радостную песню о ловле щуки.

## Съёмочная группа
| автор сценария                | Элеонора Тадэ |
| режиссёры                     | Михаил Каменецкий, Иван Уфимцев |
| художник-постановщик          | С. Антонов |
| xудожник                      | А. Данилов |
| художники-мультипликаторы:    | Юрий Норштейн, Галина Золотовская, Вячеслав Шилобреев |
| оператор                      | Михаил Каменецкий |
| монтажёр                      | Вера Гокке |
| композитор                    | Виктор Купревич |
| звукооператор                 | Борис Фильчиков |
| редактор                      | Наталья Абрамова |
| куклы и декорации изготовили: | Павел Гусев, Олег Масаинов, Екатерина Дарикович, Марина Чеснокова, Светлана Знаменская, Фёдор Олейников, Лилианна Лютинская, Галина Геттингер, Борис Караваев, Валентин Ладыгин, Семён Этлис |
| под руководством              | Романа Гурова |
| роли озвучивали:              | Мария Миронова — Щука, Анатолий Папанов — Рак, Тамара Дмитриева — Бобрята |
| директор картины              | Натан Битман |

- Съёмочная группа приведена по титрам мультфильма.